# Leo Riemens
Leonardus Antony Marinus Riemens (Zevenbergen, 3 de diciembre de 1910-Maastricht, 3 de abril de 1985) fue un musicólogo y periodista cultural neerlandés. Escribió un libro sobre Maria Callas y, junto con Karl-Josef Kutsch, comenzó en 1962 un libro de referencia sobre cantantes de ópera, que creció hasta convertirse en Großes Sängerlexikon, la referencia estándar en este campo.

## Antecedentes y carrera
Nacido en Zevenbergen, Riemens creció en una familia de médicos en Ámsterdam. Estudió musicología en Ámsterdam y trabajó desde 1931 como editor del periódico Het Vaderland. Posteriormente fue miembro del partido de extrema derecha NSB. Durante la Segunda Guerra Mundial trabajó para el nazificado Nederlandsche Omroep.
De 1954 a 1976 fue crítico de ópera y televisión en el periódico De Telegraaf. Riemens publicó numerosos artículos en las revistas profesionales Opera, Gramophone y Opera News. Escribió una guía de ópera y una biografía sobre Maria Callas. En Radio Hilversum diseñó la serie Uren der Zangkunst. Riemens poseía una de las colecciones de discos más grandes de su época. Para la serie de discos Lebendige Vergangenheit publicada por Jürgen Schmidt, escribió textos de portada para cantantes casi desconocidos.
Riemens publicó en 1962 una pequeña enciclopedia vocal en alemán con Karl-Josef Kutsch bajo el título Unvergängliche Stimmen: kleines Sängerlexicon [Voces inmortales: diccionario conciso de cantantes],  que fue ampliada en 1966 y traducida al inglés, ampliada, y anotado por Harry Earl Jones y publicado como Concise Biographical Dictionary of Singers en 1969. Siguieron versiones ampliadas en alemán en 1975 (con un suplemento en 1979) y en 1982 como Unvergängliche Stimmen: Sängerlexikon. Después de su muerte, esta obra de referencia se amplió hasta convertirse en Großes Sängerlexikon, publicado por primera vez en dos volúmenes en 1987. La cuarta edición del Biographical Dictionary of Singers, en siete volúmenes, apareció en 2003 y se reeditó en 2012 como edición de aniversario ( Jubiläumsausgabe ) con 18.760 entradas. Se considera la referencia estándar en el campo.
Riemens murió en Maastricht y está enterrado con Rietje Hendriks en el cementerio de Tongerseweg. La lápida lleva la inscripción Pace, pace, mio dio.